# Aeroflot-Flug 068
Am 16. März 1961 sollte eine Tupolew Tu-104 den innersowjetischen Linienflug Aeroflot-Flug 068 von Chabarowsk über Nowosibirsk und Swerdlowsk nach Leningrad bedienen. Kurz nach dem Start in Swerdlowsk musste sie notlanden, wobei fünf der 51 Insassen und 2 Personen am Boden ums Leben kamen.

## Flugzeug
Das Flugzeug war eine Tupolew Tu-104B (Luftfahrzeugkennzeichen CCCP-42438, Werknummer: 920805), die ab dem 24. Juli 1959 bis zum Unfall 1.600 Flugstunden und 789 Flugzyklen absolviert hatte.

## Verlauf
Um 13:08 Uhr hob die Tu-104 in Richtung Westen ab. Als die Piloten auf 130–150 m den Schub reduzierten, versagte das rechte Triebwerk. Die Piloten wussten das nicht, da die dadurch entstandenen Vibrationen ein Ablesen der Instrumente unmöglich machte. Da sie auch nicht heraushören konnten, welches Triebwerk eine Störung hatte, versuchte der in Ausbildung befindliche Kapitän durch Drosseln des linken Triebwerks festzustellen, welches Triebwerk versagte. Dabei zog er den Schubhebel jedoch so weit zurück, dass er das linke Triebwerk versehentlich abstellte. Da wegen der niedrigen Höhe keine Zeit zum Neustart blieb, entschlossen sich die Piloten, eine 90°-Kurve auf den von ihnen rechts gelegenen Nischneisetski-Teich zu fliegen und dort zu landen. Die Tupolew flog knapp unter den Stromleitungen am Teichufer, durchtrennte sie aber mit dem Seitenleitwerk, bevor sie um 13:10 Uhr bei hoher Geschwindigkeit, eingefahrenem Fahrwerk und Landeklappen mit der linken Tragfläche auf dem Eis aufsetzte.
Sie schlitterte 870 m auf dem Teich teilweise über Eislöcher, bevor sie am anderen Ufer auf eine Baumgruppe traf. Danach schnitt die rechte Tragfläche ins Erdgeschoss eines zweistöckigen Ferienhauses, tötete zwei Bewohner, woraufhin sie sich löste und dort stecken blieb. Der restliche Rumpf prallte gegen eine weitere Baumgruppe und kam 1.220 m nach dem Aufsetzen auf dem Eis zum Stillstand. Dabei zerbrach er in drei Teile: einen vorderen Teil vom Cockpit bis zum 26. Spant, der sich auf den Kopf drehte, einen mittleren vom 26. bis 42. und einen hinteren ab dem 42. bis zum Leitwerk. Es brach kein Feuer aus. An Bord kamen neben 3 Passagieren auch der Kapitän und sein Lehrling ums Leben. Weiterhin wurden 30 Insassen verletzt, während der Funker und 15 Passagiere unverletzt blieben.

## Ursache
Das rechte Triebwerk versagte, da Blatt Nr. 54 der 2. Kompressorscheibe aufgrund eines Ermüdungsrisses brach. Vertreter von Tupolew und des Triebwerksherstellers beharrten darauf, dass die Hauptursache des Zwischenfalls nicht im Versagen des rechten Triebwerks, sondern im versehentlichen Abschalten des linken lag, da ihrer Meinung nach die Tu-104 auch mit nur einem Triebwerk hätte weiterfliegen und landen können.